# Abschleppdienst

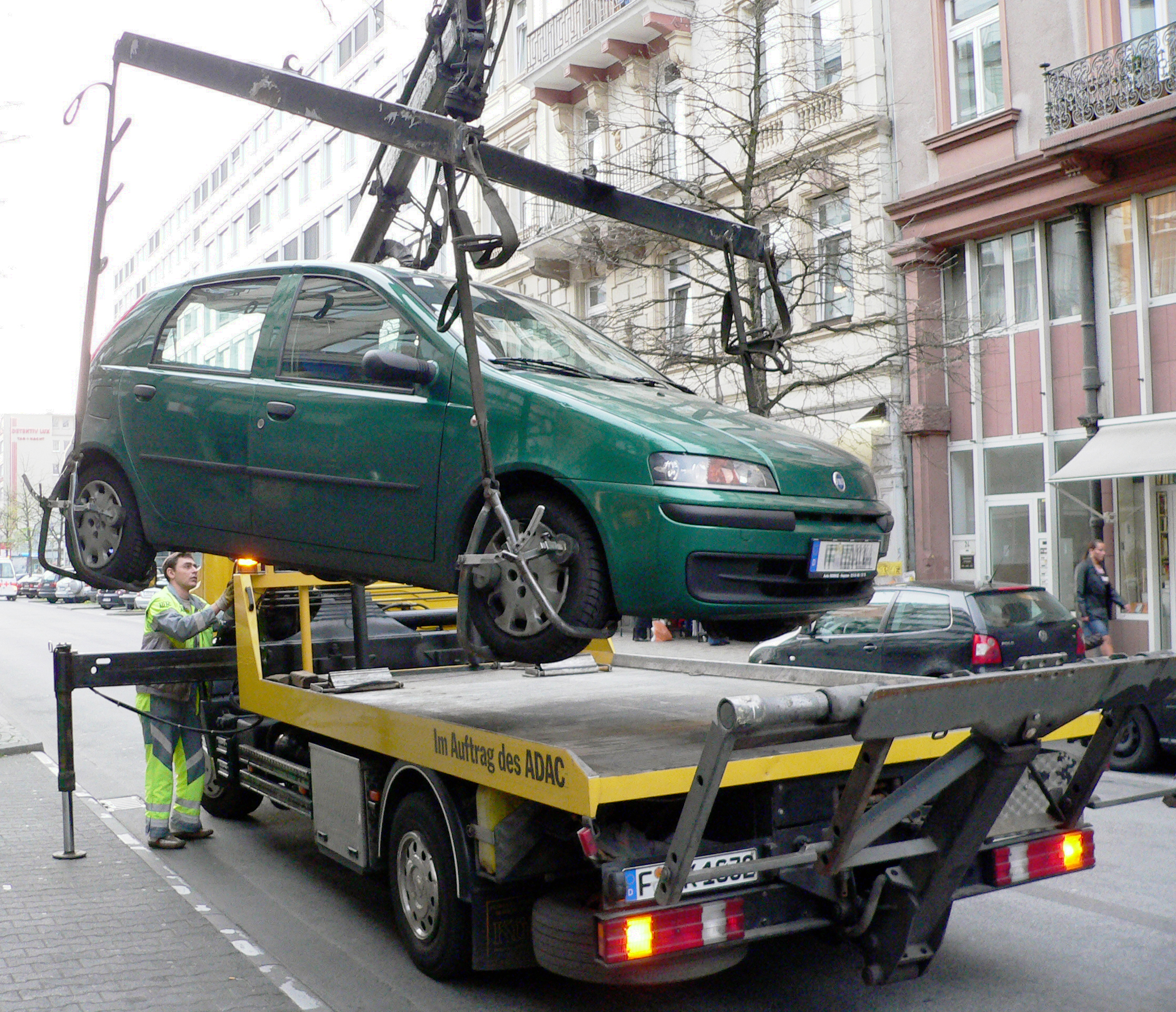
Abschleppdienst bei der Arbeit

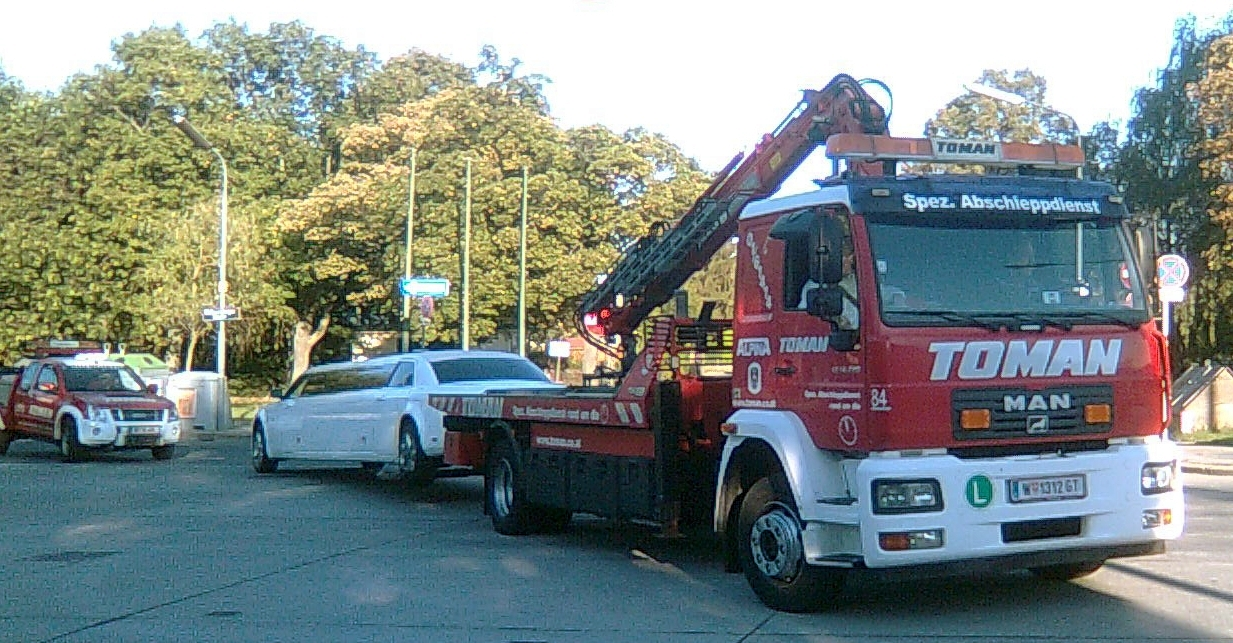
Abschleppdienst mit Stretch-Limousine

Ein Abschleppdienst ist ein Unternehmen, das Fahrzeuge abschleppt, birgt, transportiert und sicherstellt. Ein Abschleppdienst benötigt dafür Abschleppfahrzeuge und einen geschützten Parkplatz zur Sicherstellung. Ein Abschleppdienst kann sowohl im Privatauftrag handeln (z. B. eines Fahrzeugbesitzers, dessen Fahrzeug wegen Motorschadens liegenbleibt, oder eines Grundstücksbesitzers, auf dessen Grundstück unberechtigt Fahrzeuge parken) als auch im Auftrag der Polizei/Ordnungsbehörde.
Abschleppdienste schleppen auch Fahrzeuge Dritter im Auftrag einer Privatperson (Mieter, Grundstückseigentümer, Ärztehaus, Einkaufszentrum, Geschäftsparkplatz usw.) ab. In Deutschland dürfen unbefugt auf fremden Grundstücken abgestellte Kraftfahrzeuge abgeschleppt werden und müssen nur gegen Bezahlung der Abschleppkosten herausgegeben werden; wobei allerdings der Grundsatz der Verhältnismäßigkeit gewahrt sein muss.
In der Regel sind die Abschleppkosten direkt an den Abschleppunternehmer zu zahlen; geschieht dies nicht, stellt sie der Abschleppunternehmer dem Auftraggeber in Rechnung, der ggf. einen Rechtsanwalt beauftragt, wobei eine Klage hohe Folgekosten verursacht.
Die Automobilclubs oder Versicherungsschutzbriefe haben keinen eigenen Abschleppdienst, sondern beauftragen kleine, einzelne Betriebe vor Ort mit dem Abschleppen. Diese Vertragsbetriebe sind meist an der Einsatzwagen-Beschriftung erkenntlich.
Wenn man selbst nach einem Unfall oder einer Panne einen Abschleppdienst beauftragt, sollte man vor der Auftragserteilung Preis und Ziel der Fahrt sowie die Zahlungsmodalitäten abklären. Nicht selten bestehen Abschleppdienste selbst bei kleinen Beträgen auf Barzahlung und machen ggf. ihr Zurückbehaltungsrecht geltend. Seriöse Abschleppdienste können in Deutschland zudem an der auf der Beifahrerseite deutlich aushängenden Preisliste erkannt werden. Dies ist im Gesetz, der Preisangabenverordnung (PAngV), Pflicht.
Bei Autoclub-Schutzbriefen und auch bei den Schutzbriefen der Autoversicherer ist der Abschleppdienst bei Bergung/Unfall bereits durch den Mitgliedsbeitrag bzw. Versicherungsbeitrag abgedeckt und ohne weitere Zusatzkosten, wenn die Fahruntüchtigkeit des Fahrzeugs bescheinigt wird. Ebenso wird ein Leihwagen aus wichtigen Anlässen heraus überbrückungshalber zur Verfügung gestellt, die Rückfahrt in der zweiten Wagenklasse der Bahn ist ebenfalls inklusive.
Das seriöse Abschlepp- und Pannendienstpersonal muss in Deutschland eine Warnkleidung nach DIN EN 471 tragen. Das Einsatz-Kfz muss mit rot-weiß-gestreifter Warnmarkierung nach DIN 30710 ausgerüstet sein. Absicherungsmaterial wie 75 cm hohe Leitkegel, Warnleuchten und Warndreiecke muss bei allen Arbeiten im Verkehrsraum vom Notdienstbetrieb aufgestellt werden. Damit wird auch der Kunde an dieser Gefahrenstelle geschützt.
Wenn der Fahrer nach Benachrichtigung einer Abschleppfirma noch vor dem Beginn der Verladung erscheint und sein Fahrzeug entfernt, werden aber immer noch Kosten für eine Leerfahrt des Abschleppfahrzeuges fällig.
Der ADAC kritisierte 2008 Abschleppunternehmen, die überhöhte Rechnungen von bis zu 300 Euro ausstellen. Das Landgericht Hamburg entschied, dass eine Rechnung über 250 Euro überhöht war, und sah 120 Euro Abschleppkosten zuzüglich zehn Euro Verwahrungskosten pro Tag als angemessen an (Az. 320 S 100/07).
2009 bestätigte der BGH, dass das unberechtigte Abstellen von Fahrzeugen auf einem Parkplatz eine verbotene Eigenmacht stellt und dass der Besitzer des Grundstücks die Besitzbeeinträchtigung auch auf dem Wege der Selbsthilfe beenden darf, wobei der Grundsatz der Verhältnismäßigkeit gewahrt bleiben muss. Der Falschparker hat nicht nur die reinen Abschleppkosten, sondern auch die Kosten, die im Zusammenhang mit der Vorbereitung des Abschleppvorgangs entstanden sind, zu erstatten, nicht aber Inkassogebühren nebst Zinsen, da diese nicht der Schadensbeseitigung oder -verhinderung, sondern nur der Bearbeitung und außergerichtlichen Abwicklung des Schadensersatzanspruchs des Besitzers dienen.